# Руинная агама
Руинная агама (лат. Trapelus ruderatus) — вид ящериц семейства агамовых.

## Описание
Общая длина достигает 10 см. Туловище приплюснутое, жабообразное, голова высокая и короткая. Хвост сначала резко, а затем очень постепенно утончается, его основание приплюснутое, другая часть круглая в поперечном сечении. Горловой мешок не развит. Профиль передней части головы выпуклый. Спинная чешуя неоднородна, среди мелких, неправильно-многоугольных, слабо ребристых или гладких чешуек, которые накладываются друг на друга, беспорядочно разбросана значительно крупная чешуя с невысокими рёбрышками, которая удлинена и расширена. Такая же увеличенная чешуя имеется и у основания хвоста. Брюшная чешуя гладкая или со слаборазвитой чешуей. Хвостовая чешуя расположена косыми рядами, не образует поперечных колец. Пальцы цилиндрические. У самцов 2 поперечных ряда мозолеподобных пор впереди клоакальной щели, у самок они во много раз мельче и расположены обычно в один ряд.
Окраска спины колеблется от серо-голубого, свинцово-серого до желтоватого и красновато-жёлтого цвета. Поперёк спины у самцов 5-6 тёмно-серых или тёмно-коричневых полос с расширениями на позвоночнике, где бывают также заметны светлые ромбовидные пятна. Горло белое с серым продольным или мраморным рисунком.

## Образ жизни
Любит щебеночные полупустыни и сухие предгорья и межгорные котловины, где обычно придерживается пологих каменистых склонов с разреженной пустынной, горно-степной или фриганоидной растительностью. В горах встречается до высоты 2500-3000 м над уровнем моря. Известна руинная агама и в культурных ландшафтах - на стенах колодцев, каменных заборах. Прячется в пустотах под камнями и пространствах у колючих кустарников - курчавки и астрагала. Питается насекомыми и беспозвоночными.
Яйцекладущая ящерица. Половая зрелость наступает на 2-м году жизни. Откладывание яиц происходит в конце апреля - начале мая. В кладке 5-14 яиц, в зависимости от размеров самки. Молодые агамы длиной тела 2,8-3,3 см появляются с конца июня.

## Распространение
Вид распространён в Турции, Сирии, восточной Иордании, северной Аравии, Ираке, Иране, Афганистане, Пакистане, южном Азербайджане.
Подвиды
- Trapelus ruderatus ruderatus
- Trapelus ruderatus baluchianus